# Burundese gemeenschap in België
Met de Burundese gemeenschap in België worden in België wonende Burundezen, of Belgen van Burundese afkomst bedoeld. 

## Geschiedenis
Hoewel Burundi van 1916 tot 1962 door België geregeerd werd (tussen 1924 en 1962 samen met Rwanda onder de naam Ruanda-Urundi), valt de migratie van Burundezen naar België pas in latere decennia te situeren, voornamelijk sinds de jaren 1990. Conflicten in het thuisland zijn de voornaamste redenen voor Burundezen om te emigreren. Andere motieven zijn hoofdzakelijk studeren in België en gezinsredenen (zoals gezinshereniging).

## Bekende Belgen van Burundese afkomst
- Mike Trésor Ndayishimiye, voetballer
- Khadja Nin, zangeres
- Aster Nzeyimana, sportjournalist en radiopresentator
- Meme Tchité, voetballer
- Anne Zagré, atlete